# Iuliu A. Zanne
Iuliu A. Zanne (n. 11 iulie 1855, Bursa, Imperiul Otoman – d. 14 februarie 1924, București, România) a fost un folclorist român.

## Biografie
Fiul pașoptistului Alexandru Zane, exilat în Turcia, urmează cursurile Școlii Centrale de Ingineri din Paris (1880). A fost inginer de căi ferate la Serviciul de poduri și șosele și subdirector la Serviciul tehnic al Primăriei Capitalei. 
Discipol al unei personalități cu vocație enciclopedică, Bogdan Petriceicu Hasdeu, Iuliu A. Zanne preia „ștafeta” vornicului Iordache Golescu (1768-1848) și, firește, ajutat de colaboratori, dezinteresați și cu bunăvoință, alcătuiește o lucrare monumentală însumând circa 7.000 de pagini și cuprinzând, după calculul lui Ovidiu Bârlea, 18.940 de tipuri de proverbe, în volumele I-VII, la care se adaugă încă 4.500 de tipuri incluse in volumele IX si X, plus cele 16.350 de tipuri cuprinse în culegerea mai veche a lui Iordache Golescu, pe care Zanne o publica in volumul VIII al corpusului său. Proverbele, zicătorile, povățuirile, cuvintele adevărate, asemănările, idiotismele și cimiliturile acestei opere, neîntrecută până astăzi și având, chiar în culturile mari, de tradiție, prea puține “surori”, pe lângă înțelepciunea și savoarea de vremuri îndepărtate, sunt și o prețioasă pagină de istorie a mentalităților românești. Ele atestă vigoarea genului aforistic în cultura noastră populară, fiind cercetat în ultimele decenii în lucrări de semiotică, poetică și stilistică semnate de Constantin Negreanu, Cezar Tabarcea, Pavel Ruxandoiu, Dumitru Stanciu.
Între anii 1895-1903 a tipărit Proverbele românilor, în zece volume, realizând cea mai completă operă de paremiologie românească – o culegere care reproduce manuscrisul lui Iordache Golescu Pilde, povățuri și cuvinte adevărate și povești, proverbele și zicătorile din Povestea vorbei de Anton Pann, dar și un foarte bogat material adunat și clasificat de autor, inclusiv de la Băsești (astăzi Viișoara (Vaslui), unde a trăit mulți ani printre țărani, ajutându-i în ridicarea lor culturală și în dezvoltarea economică a gospodăriilor lor.
I-au trebuit ani întregi de cercetare, ani întregi a întreținut corespondență cu învățătorii, preoții și toți cărturarii satelor pentru a aduna atâtea proverbe și zicători românești.
„Vă puteți închipui câtă muncă, câte nopți nedormite pentru a aduna și așeza proverbele și zicătorile culese, după alfabet, fiecare numerotat și cu explicațiile necesare, și, mai presus de toate, cât de mult a trebuit să citească, ce adânc cunoscător al scrierilor românești și chiar străine era folcloristul, căci găsim acolo proverbe și zicători din operele tuturor scriitorilor de seamă din acel timp” (Glasul nostru (1-25 decembrie 1931).
Despre „Cuconu Janne”, cum îi ziceau țăranii locului, se scriu și alte lucruri interesante. El este „omul care era sculat poate mai dimineață ca ei”; un „bun prieten al lor”; „un modest și un filantrop”, care „umbla prin lume cu haina și pantalonii cârchiți”, dar care „cel mai mult ghine pentru oamenii satului” l-a făcut. Șoseaua care leagă gara Roșiești cu satul Băsești și satele vecine, „mers prin pădure cale de un ceas”, este opera săvârșită de dânsul când era la Ministerul Lucrărilor Publice, iar la sfințirea școlii au venit, acolo, la Băsești, Spiru Haret, Ionel Brătianu, Vasile G. Morțun, iar Zanne i-a făcut mare surpriză ministrului „ridicând hârtia de pe placarda fixată deasupra ușii de la intrare pe care scria: „Școala primară mixtă Spiru C. Haret”. Haret a privit cu lacrimi în ochi surpriza și, strângând mâna la toți țăranii, a intrat în școală…" (Glasul nostru)

## Opera
- Proverbele românilor, vol. I–X, prefață de G. Dem. Teodorescu, București, Socec, 1895–1903, 1912. Reeditări: Edițiune populară, Proverbele românilor, extrase din colecțiunea D-lui I. Zanne și cu autorizarea D-sale, București, Editura Librăriei Socec, [1907]; Proverbele romînilor, ediție îngrijită de C. Ciuchindel, [Colecția Miorița, nr. 12], Editura Tineretului, București, 1959; Proverbele românilor, Ediție anastatică, vol. I-X, București, Asociația Română pentru Cultură și Ortodoxie „Scara”, 2003–2004; Proverbele românilor, o antologie esențială de Constantin Zărnescu, vol. I-II, Seria Didactica, Editura Dacia, Cluj Napoca, 2006.
- https://archive.org/search?query=subject%3A%22Proverbele+romanilor%22